# 沃恩·普拉特
沃恩·普拉特（英語：Vaughan Pratt，1944年4月12日—）是一名澳大利亞計算機科學家，史丹佛大學名譽教授。自1969年以來，普拉特在搜尋演算法、排序演算法和質數測試等基礎領域做出多項貢獻。近期他的研究重點是並行系統和楚空間的形式建模。

## 職業生涯
普拉特在澳大利亞長大，曾就讀於諾克斯文法學校。1970年，普拉特進入雪梨大學學習，並在那裡完成碩士論文，該論文與現在的自然語言處理有關。隨後他前往美國，在指導教授高德納的指導下，僅用20個月就完成史丹佛大學的博士論文。他的論文重點分析希爾排序演算法和排序網路。
普拉特曾任麻省理工學院助理教授（1972年—1976年）和副教授（1976年—1982年）。1974年，普拉特與高德納和詹姆斯·H·莫里斯合作，完成他1970年在加利福尼亞大學柏克萊分校攻讀研究生時開始的工作，並使之正規化；合作成果是KMP演算法。1976年，他發展了動態邏輯系統，這是一種結構化行為的模態邏輯。
他從麻省理工學院到史丹佛大學休假（1980年—1981年），並於1981年被任命為史丹佛大學全職教授。
1980年至1982年，普拉特在史丹佛大學指導太陽工作站計畫。他以各種方式為昇陽電腦公司的成立和早期運營做出貢獻，在公司成立的第一年擔任顧問，隨後兩年離開史丹佛大學，擔任研究主管，最後於1985年重新擔任昇陽電腦公司顧問並返回史丹佛大學。
他還設計了昇陽電腦公司的徽標，徽標上有四個交錯的「sun」字樣；這是一個雙向圖。
2000年，普拉特成為史丹佛大學榮譽教授。

## 主要貢獻
許多著名的演算法都以普拉特的名字命名。普拉特證明是對一個數是否為質數的簡短證明，它以一種實用的方式證明質數是可以有效驗證的，將質數檢定問題歸入複雜度類NP，並首次有力地證明該問題並非共NP-完備。1970年代初，普拉特與史丹佛大學教授高德納共同設計了KMP演算法，該演算法是詹姆斯·H·莫里斯獨立設計的，至今仍是已知最高效的通用字串搜尋演算法。。他與曼紐爾·布盧姆、羅伯特·弗洛伊德、羅納德·李維斯特和羅伯特·塔揚一起描述中位數的中位數，這是第一個最壞情況下的最佳選擇演算法。

### 打造實用工具
普拉特開發了一些有用的工具。1976年，他撰寫一篇關於CGOL的麻省理工學院人工智慧實驗室工作論文，CGOL是他根據自上而下的運算子優先級解析範式設計並實現的MACLISP的替代語法。。他的解析器有時被稱為「普拉特解析器」，並被用於後來的系統中，如MACSYMA。道格拉斯·克羅克福特也將其用作JSLint的底層解析器。普拉特也實作了一個基於TECO的文字編輯器，名為「DOC」，後來更名為「ZED」。
1999年，普拉特建立了當時世界上最小的網頁伺服器——只有火柴盒大小。

### 其他貢獻
普拉特在1995年《位元組》雜誌的一篇文章中指出，奔騰浮點除錯誤造成的後果可能比英特爾或IBM當時預測的還要嚴重。
如今的普拉特影響廣泛。除了史丹佛大學的教授職位外，他還是至少七個專業組織的成員。他是美國計算機協會會士，也是三大數學期刊的編委。他也是TIQIT電腦公司 （页面存档备份，存于）的創始人、董事長兼執行長，該公司於2010年關閉。

## 外部連結
- 沃恩·普拉特在數學譜系計畫的資料。
- Faculty home page at Stanford University （页面存档备份，存于）
- Abstract page （页面存档备份，存于）, with full-text downloads of many of Pratt's publications.
- Douglas Crockford walks through creating a Pratt parser in JavaScript. （页面存档备份，存于）